# Bermudas vapen
Bermudas statsvapen innehåller ett lejon som i sin tur håller i en sköld som visar när britterna led skeppsbrott första gången på Bermuda. Men Bermuda upptäcktes först av spanjoren Juan Bermúdez.